# Pomairol
Pomairol (fl. 1225). Peïre de Pomairol est un troubadour de langue d'oc. Sa vie est méconnue. Il est originaire du petit village alpin de Pommerol. Un seul poème de lui nous est connu, il s’agit de la tenso Pomairols, dos baros sai (Pomairol, je connais deux barons), écrit avec Gui de Cavalhon (probablement Esperdut) vers 1225.